# 크레이빈
크레이빈(Cravin)은 미국 Los Angeles를 기점으로 보컬이자 프로듀서인 와이티(yt)를 중심으로 활동하고 있는 록밴드이다. 2008년 11월에 첫 번째 앨범(ketchup)을 발매했으며, 이듬해 2009년 공연기획사 프리덤콘서트의 초청으로 내한하여 단독공연과 부산 국제 록 페스티벌(Busan International Rock Festival)에 참여하였다. 별다른 홍보없이 그들의 앨범은 3000장이 넘는 판매고를 남겼으며(2009년 조선일보 발췌), 이는 대한민국 음악씬이나 미국 Los Angeles의 라이브씬에도 고무적인 인상을 남겼다.
2012년 두번째 정규앨범 (The Death of Music World) 발매후 앨범내 곡들을 연달아
디지털싱글로 발매하였다.
2022년 6월 성경내 시편23을 록음악으로 아름답게 승화시켰다는 평을 받는 디지털싱글(Psalm23)을 발매하여, 공백기를 넘어 아직도 건재한 그들의 예술을 향한 열정을 느낄 수 있다.